# Holaptilon brevipugilis
Holaptilon brevipugilis (лат.) — вид богомолов из семейства Gonypetidae, обитающий в Иране.

## Внешний вид и строение
Мелкий богомол, самцы 10-12 мм в длину, самки 14,5 мм. Тело песчаного цвета с бурыми пятнами. Оба пола бескрылы. Голова шире переднеспинки. Фасеточные глаза шаровидные, простые глазки очень мелкие. Антенны тонкие у обоих полов, у самцов с небольшими ресничками. Переднеспинка плоская, почти овальная, сверху с выразительным темным ассиметричным узором. Тазики передних ног длиннее переднеспинки, у основания с лопастями и черными зубцами. Шипов на передних коротких и толстых бедрах 4 наружных и 4 дискоидальных. На передних голенях 12 коротких толстых наружных шипов. Первый членик лапки на задних ногах короче суммарной длины других члеников. Церки короткие.

## Образ жизни
Обнаружены на каменистом плато среди низкой травянистой растительности.
Самец демонстрирует ритуальное поведение, предшествующее спариванию. При подходе к самке сбоку, самец просто подходит на близкое расстояние и запрыгивает на спину самки. Если же он встречается с ней спереди, то поднимает вверх и опускает брюшко несколько раз, что вероятно может уменьшать риск каннибализма. Частота полового каннибализма у этого вида низкая.
Этих богомолов называют «богомолами-боксерами», поскольку они часто делают передними ногами движения, похожие на движения боксера.

## Распространение
Богомол обнаружен в иранской провинции Маркази, в горном регионе на высоте около 1800 м над уровнем моря.